# Dilwyn John David Lewis
Monsignore Dilwyn John David Lewis (* 28. April 1924 in Bridgend, Wales; † 10. Juli 2000) war ein britischer Modedesigner, der zum römisch-katholischen Priester wurde und später die Restaurierung der historischen Basilika Santa Maria Maggiore in Rom beaufsichtigte.

## Biographie
Nach dem Aufwachsen in einem Waisenhaus in dessen Geburtsstadt Bridgend studierte Lewis für das Priestertum in der Kirche von England am Kelham College, wurde aber stattdessen ein Bekleidungsverkäufer, bevor er eine erfolgreiche Karriere als freischaffender Modedesigner in London begann.  Kardinal Montini, der zukünftige Papst Paul VI. schlug vor, dass Lewis 1960 dem Priestertum beitrat, aber erst 1974 wurde Lewis in der Kathedrale von Arundel ordiniert. Als Lewis Papst Johannes Paul II. 1982 bei seiner Ankunft am Flughafen Gatwick empfing, wo Lewis Kaplan war, erregte er die Aufmerksamkeit von Erzbischof Bruno Bernhard Heim und Kardinal Basil Hume, die dafür sorgten, dass er 1984 zum Mitglied des Domkapitels der Basilika Santa Maria Maggiore in Rom wurde.
Unter Kardinal Luigi Dadaglio, dem Erzpriester der Basilika, wurde Lewis von Johannes Paul II. zum Kapitularvikar ernannt und verantwortlich für die Verwaltung und Restaurierung der Basilika, die in einem beunruhigend schlechten baulichen Zustand war. Die italienischen Behörden drohten, die 1600 Jahre alte Basilika wegen Brand- und Sicherheitsrisiken zu schließen. Zudem drohte ein finanzieller Ruin nach jahrelanger Misswirtschaft. Lewis beschaffte Geld für die Finanzierung der umfangreichen Reparaturen.
Neben der Unterstützung bei der Restaurierung organisierte Lewis musikalische Darbietungen und Sonderveranstaltungen in der Basilika und koordinierte Kooperationen mit der Kirche von England.
1998 überzeugte er den Vatikan zu einer Leihgabe des gelben Seidengewandes des heiligen Thomas Becket für eine Ausstellung an die Kathedrale von Canterbury.